# Jeune sapeur-pompier
Pour les articles homonymes, voir JSP.

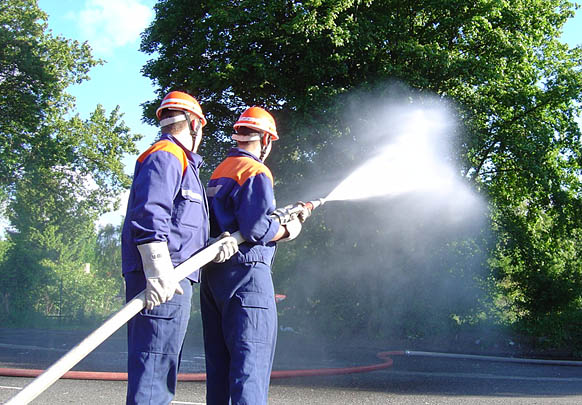
Entraînement de jeunes sapeurs-pompiers à Hambourg.

Les jeunes sapeurs-pompiers (abrégé JSP) aussi appelés cadets pompiers dans certains pays, sont des associations ou des écoles constituées dans le but de former des jeunes au monde des sapeurs-pompiers. On y trouve des activités de base comme la lutte contre l'incendie, les gestes de premiers secours, du sport et d'autres activités sociales.

## Allemagne
Les jeunes sapeurs-pompier allemands sont appelés Jugendfeuerwehr en allemand.

## France
Pour devenir JSP, il faut avoir entre 11 et 14 ans (en fonction des différentes sections) et passer un test de recrutement (épreuves physiques, épreuves de cultures générales et entretiens oraux). La formation présente un intérêt tant pour la forme physique que pour les apprentissages, tout en apportant de nombreuses valeurs comme le respect, l'entraide ou la cohésion, et l'altruisme .Les jeunes sapeurs pompiers aprenent aussi a se dépasser.
Cette formation dure quatre ans (sauf dérogation spéciale) et qui, à l'issue, donne accès au brevet national de jeunes sapeurs pompiers, qui résume et valide le cursus de formation.

## Luxembourg
Au Grand-duché de Luxembourg et jusqu'en 2018, les missions d'aide médicale urgente étaient assurées par la protection civile luxembourgeoise et non par les pompiers. Les écoles de jeunes sapeurs-pompiers ne forment donc pas les jeunes au secourisme.
En 2018, les deux corps ont été regroupés au sein du Corps grand-ducal d'incendie et de secours.

## Pays-Bas
Il existe une multitude d'école de jeunes sapeurs-pompiers aux Pays-Bas. Ils sont appelés jeugbrandweer en néerlandais.

## Suisse
L'organisation des jeunes sapeurs-pompiers appartient aux cantons et aux corps de sapeurs-pompiers.
À l'échelle suisse, la fédération suisse des sapeurs-pompiers (FSSP) prépare les responsables de jeunes sapeurs-pompiers.